# Koning Fahddijk
De Koning Fahddijk (Arabisch: جسر الملك فهد, lokaal in het Engels ook aangeduid als de King Fahd Causeway) is een dijk die het koninkrijk Bahrein (eiland in de Perzische Golf) verbindt met het vasteland in Saoedi-Arabië. Er loopt een weg over met twee rijstroken in iedere richting (M80). De dijk, bestaande uit zeven dammen en zeven bruggen, komt aan land aan bij de stad Khobar en werd tussen 1981 en 1986 gebouwd door het Nederlandse bedrijf Ballast Nedam. 

## Geschiedenis
Er was al vanaf de jaren 1950 sprake van toenadering tussen de bestuurders van het golfstaatje Bahrein en de bestuurders van Saoedi-Arabië. Na enkele onderzoeken en een krediet van de Wereldbank in de jaren 1970 werd in 1981 met de bouw begonnen. De verbinding werd op 26 november 1986 ingehuldigd door emir Isa bin Salman Al Khalifa van Bahrein en koning Fahd bin Abdoel Aziz al-Saoed van Saoedi-Arabië. De verbinding is naar deze laatste vernoemd. Tijdens de onlusten in Bahrein in 2011 is de dijk gebruikt om Saoedische tanks en militairen naar het eiland te transporteren.

## Structuur en voorzieningen
De dijk is in drie segmenten aangelegd, vanaf Saoedi-Arabië als volgt:
1. vanaf Al-Aziziyyah ten zuiden van Khobar naar een kunstmatig eiland, het grensstation;
2. van het grensstation naar het eiland Umm an Nasan in Bahrein;
3. van Umm an Nasan naar Al-Jasra, westelijk van de hoofdstad Manama gelegen op het hoofdeiland van Bahrein.

Er loopt een tolweg over de dijk, met een speciale VIP rijstrook voor o.a. diplomaten of leden van de koninklijke families. Het kunstmatige eiland huisvest de grensovergang. Het is uitgevoerd als twee met elkaar verbonden schiereilanden, met de grens halverwege. Het eiland is uitgerust met een moskee, een McDonald's, en andere voorzieningen aan de Saoedische zijde. 

## Toekomst

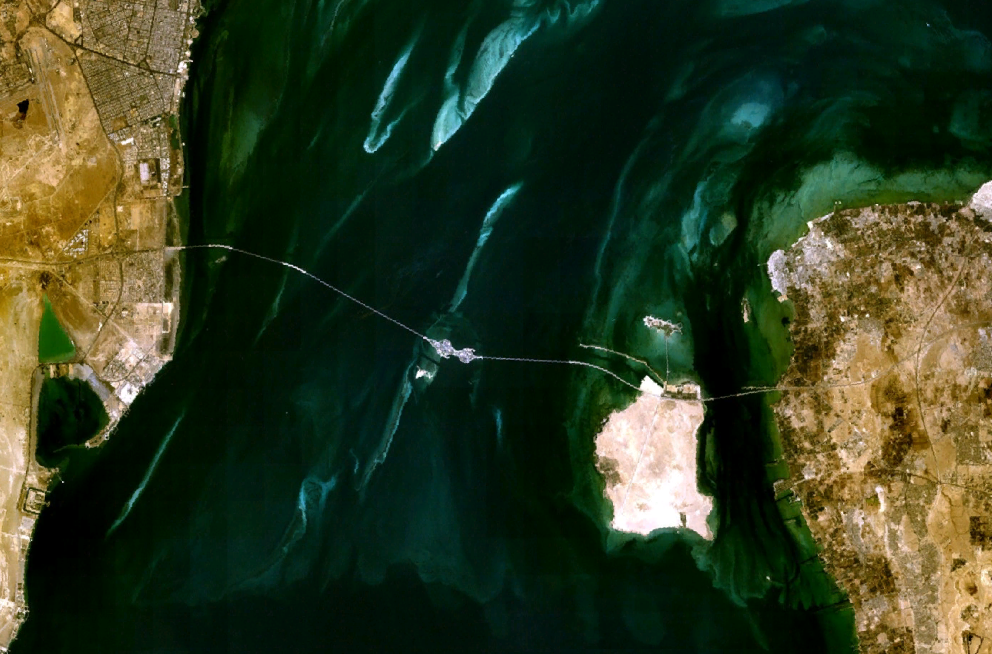
De Koning Fahddijk, gezien uit de ruimte

Vanwege de drukte wordt gesproken over verbreding van de weg. Vooral op donderdagavond, het begin van het weekend in Saoedi-Arabië, kan het erg druk zijn doordat veel inwoners van de Saoedische Oostelijke Provincie ter recreatie naar het meer liberale Manama (in het weekend ook wel bekend als "the Saudi bar") gaan.